# Дзядова-Клода
Дзядова-Клода (пол. Dziadowa Kłoda) — село в Польщі, у гміні Дзядова Клода Олесницького повіту Нижньосілезького воєводства.
Населення — 1219 осіб (2011).
У 1975-1998 роках село належало до Каліського воєводства.

## Демографія
Демографічна структура станом на 31 березня 2011 року:
|          | Загалом | Допрацездатний вік | Працездатний вік | Постпрацездатний вік |
| -------- | ------- | ------------------ | ---------------- | -------------------- |
| Чоловіки | 616     | 131                | 449              | 36                   |
| Жінки    | 603     | 128                | 383              | 92                   |
| Разом    | 1219    | 259                | 832              | 128                  |